# Chemin du Coin-de-la-Moure
Le chemin du Coin-de-la-Moure est une voie  de Toulouse, chef-lieu de la région Occitanie, dans le Midi de la France.

## Situation et accès

### Description
Le chemin du Coin-de-la-Moure est une voie publique. Il se trouve dans le quartier de la Côte-Pavée.

### Voies rencontrées
Le chemin du Coin-de-la-Moure rencontre les voies suivantes, dans l'ordre des numéros croissants (« g » indique que la rue se situe à gauche, « d » à droite) :
1. Rue Lucien-Cassagne (g)
2. Rue Comby (d)
3. Rue Saint-Éphrem (d)
4. Rue Henri-de-Toulouse-Lautrec (g)
5. Rue Paul-Bonamy (d)
6. Rue du Général-Jean-Pierre-Travot (g)
7. Rue du Soleil-Levant (d)
8. Rue du Sergent-Vigné
9. Rue Giuseppe-Verdi (d)
10. Rue Jean-Andrieu (g)
11. Rue de Lille (d)
12. Rue Blanche (g)
13. Rue Camille-Pelletan (d)
14. Rue Auguste-Dide (d)
15. Rue du Lac-d'Oô

## Odonymie
Le chemin tient son nom de la présence de mûriers (amora ou mora, « mûre » en occitan). Entre 1925 et 1932, c'est comme impasse du Coin-de-la-Moure qu'était désignée l'actuelle rue Giuseppe-Verdi. Enfin, il a existé également, mais dans le quartier des Minimes, un autre chemin de la Moure (actuelles rues de Tunis et des Anges). 

## Patrimoine et lieux d'intérêt

### École maternelle Armand-Leygue
Le groupe scolaire de la Côte-Pavée est construit au début du XXe siècle. Il compte une école de garçons et une école de filles (actuels no 20 et 24 rue Lucien-Cassagne), ainsi qu'une école maternelle. Il prend par la suite le nom d'Armand Leygue (1804-1889), militant républicain, il est sous-commissaire du gouvernement provisoire en 1848 et maire de Castelsarrasin. En 1851, opposant au coup d'État de Louis-Napoléon Bonaparte, il est exilé en Suisse. Revenu en France, il est conseiller général de la Haute-Garonne et conseiller municipal de Toulouse, adjoint à l'Instruction. Il est par ailleurs le père de Raymond Leygue (1850-1929), conseiller général, député et sénateur de la Haute-Garonne, mais aussi maire de Toulouse, et d'Honoré Leygue (1856-1940), conseiller général, député et sénateur de la Haute-Garonne, et maire du Fauga.

### Cité Belle-Paule
La cité Belle-Paule est construite entre 1952 et 1956 par l'entreprise Déromédi sous la direction de l'architecte Robert-Louis Valle, représentatif du mouvement moderne toulousain. Elle se compose de douze immeubles de logements, pour un total de 350 logements, d'un petit centre commercial et d'une chaufferie, disposés autour des rues Paul-Bonamy, du Soleil-Levant et du Sergent-Vigné,.
Les immeubles de logements s'élèvent sur six niveaux : un sous-sol semi-enterré, un rez-de-chaussée surélevé et quatre étages. Le niveau de sous-sol, éclairé de petites fenêtres, est mis en valeur par un parement de moellons de pierre de tailles différentes. Aux niveaux supérieurs, les façades sont habillées de plaques de gravier. L'uniformité est rompue par l'alternance des fenêtres, de tailles différentes, simples ou jumelles, dont l'encadrement en saillie est en béton enduit, et des balcons, également en béton enduit, ainsi que les pignons qui sont couverts d'un plaquis de brique. Les logements sont variés, du T2 au T5, en partie en copropriété privée et en partie sociaux.
- no  11 : immeuble[9].
- no  34 : immeuble[10].

### Maisons
- no  15 : maison (vers 1936)[11].
- no  21 : maison (deuxième quart du XXe siècle)[12].
- no  37 : maison (1940)[13].
- no  58 : maison toulousaine (vers 1929)[14].